# Gallsätter
Gallsätter (ibland Gallsäter) är en by i  Skogs socken, Kramfors kommun. Orten var till 2000 klassad som en småort

## Gallsätters förhistoria
I samband med utbyggnaden av E4 gjordes exploateringsutgrävningar längs europavägens nya sträckning i Gallsätter norr om Storsjön, och söder om denna, vid Lappudden i Nora socken. 

### Bronsålder
Gallsäter utmärker sig genom att här återfinns bronsåldersrösen fortfarande vid Storsjöns strand. Normalt har sådana rösen fjärmats sig från stranden på grund av landhöjningen. Storsjön avsnörptes från havet ungefär 1000 f.Kr. Här har man kunnat kol-14-datera ett röjningsröse till ungefär 1000 f.Kr. Dessutom återfann man spetsar av kvarts och kvartsit av en typ som brukar kopplas samman med Norrlands inland. Avsaknaden av härdar och benmaterial gör att platsen betraktas som en tillfällig boplats för de människor som byggde dessa rösen.

### Järnålder
En pollenanalys i området daterar åkerogräs till förromersk järnålder. Fynd från andra ställen, exempelvis Gene visar att man i detta område fortfarande inte var helt bofasta före Kristi födelse. 
Hela eller delar av fem hus från romersk järnålder fram till vendeltid har återfunnits. Det här betyder att bosättningen Gallsäter var samtida med Genesmon, men överlevde denna med ungefär hundra år. Det bäst undersökta hus 3 var en treskeppig byggnad som mätte ungefär 17 gånger 7 meter. Den norra delen nyttjades som stall medan den södra användes som bostad. Härden utmärkte sig genom att man hittade en kanal som lett in luft. 
Tre stycken kvarnar återfanns, tillsammans med andra ovanligt tydliga spår efter jordbruk. Husdjur fanns i form av nöt, får/get, svin, häst och hund. Bland fångsten återfanns säl, småvilt och fisk. En stensträng har tolkats som en fägata som lett djuren från gården till utmarkerna. Enstaka årderspår har återfunnits. Ett röjningsröse omtolkades som en stensättning och det finns misstankar om att andra delar av rösena använts som gravar, även om inga tydliga spår framkom. Vid ett röjningsröse återfanns några annorlunda formade skålgropar.